# Базарбаев, Муслим Базарбаевич
Муслим Базарбаевич Базарбаев (каз. Мүсілім Базарбаев; 15 мая 1927, а. Кекирели, Кызылординская область — 9 ноября 1995, Алма-Ата) — советский и казахстанский литературовед и государственный деятель, доктор филологических наук (1971), профессор (1993), переводчик.

## Биография
В 1948 году окончил филологический факультет Казахского государственного университета и был принят в аспирантуру Института языка и литературы Академии наук Казахской ССР. В 1955 году защитил кандидатскую диссертацию. В 1956 году окончил Академию общественных наук при ЦК КПСС. В 1956—1961 годах был заместителем директора Института языка и литературы Академии наук Казахской ССР, в 1961—1970 директор Института литературы и искусства.
В 1970—1976 министр культуры, в 1976—1981 министр иностранных дел Казахской ССР. В 1971 году защитил докторскую диссертацию «Традиция и новаторство в казахской национальной поэзии».
Научные труды Базарбаева посвящены художественным особенностям казахской литературы, проблемам литературоведения. Один из авторов книг «Қазақ әдебиетінің тарихы» («История казахской литературы», т. 1—3, 1960—1967), «20-30-жылдардағы қазақ әдебиеті» («Казахская литература 20—30-х гг.», 1998). Исследовал творчество Шакарима Кудайбердиева. Перевёл на казахский язык произведения И. С. Тургенева.
Скончался 9 ноября 1995 года, похоронен на Кенсайском кладбище.
Награждён двумя орденами Трудового Красного Знамени и орденом Парасат.

## Память
- В честь Муслима Базарбаева названа улица в Алма-Ате.
- В Алма-Ате имя Муслима Базарбаева носит гимназия № 138 расположенная вдоль бульвара Бухар жырау.

## Сочинения
- Живые традиции, А.-А., 1962;
- Әдебиет және дәуір, А., 1966;
- Қаһарлы жылдар жыры, А., 1968;
- Эстетическое богатство нашей литературы, А.-А., 1976;
- Көрікті ойдан — көркем сөз, А., 1994;
- Казахская поэзия; художественные искании (к традициям Абая), Д., 1995;
- Замана тудырған әдебиет, А., 1997.